# Divariscintilla octotentaculata
Divariscintilla octotentaculata is een tweekleppigensoort uit de familie van de Galeommatidae. De wetenschappelijke naam van de soort is voor het eerst geldig gepubliceerd in 1992 door Mikkelsen & Bieler.